# ستيفن شيفر
ستيفن شيفر (بالألمانية: Steffen Schäfer)‏ هو لاعب كرة قدم ألماني في مركز الدفاع، ولد في 1 مايو 1994 في كولونيا في ألمانيا. لعب مع إف إس في فرانكفورت.

## وصلات خارجية
- ستيفن شيفر على موقع قاعدة بيانات كرة القدم.إي يو (الإنجليزية)
- ستيفن شيفر على موقع Soccerway.com (الإنجليزية)
- ستيفن شيفر على موقع عالم كرة القدم.نت (الإنجليزية)